# ۸۸۸ هلدینگ
۸۸۸ هلدینگ (انگلیسی: 888 Holdings) شرکت سرگرمی بریتانیایی است، که در سال ۱۹۹۷ تأسیس شد.